# Lindsay De Vylder
Lyndsay De Vylder (Wetteren, 30 maggio 1995) è un pistard e ciclista su strada belga che corre per il Team Flanders-Baloise; è professionista dal 2017.

## Palmarès

### Strada
- 2016 (EFC-Etixx, due vittorie)

4ª tappa Essor Breton (Riantec > Ploemeur)
2ª tappa Ronde van Oost-Vlaanderen (Sinaai > Sinaai)

#### Altri successi
- 2013 (Juniores)

Classifica scalatori Internationale Niedersachsen-Rundfahrt der Junioren

### Pista
- 2013 (Juniores)

Campionati belgi, Corsa a chilometro Junior
Campionati belgi, Inseguimento individuale Junior
Campionati belgi, Inseguimento a squadre Junior (con Matthias Van Beethoven, Boris Van Renterghem e Johan Hemroulle)
Campionati belgi, Velocità a squadre Junior (con Enzo Wouters e Jordy Vrancken)
Campionati belgi, Corsa a punti Junior
Campionati belgi, Scratch Junior
Campionati belgi, Omnium Junior
Campionati europei, Omnium Junior
- 2017

Belgian International Track Meeting, Corsa a punti (Gand)
Campionati europei, Americana Under-23 (con Robbe Ghys)
3ª prova Coppa del mondo 2017-2018, Americana (Milton, con Kenny De Ketele)
Trofeu Literio Augusto Marques, Americana (con Robbe Ghys)
Campionati belgi, Chilometro a cronometro
- 2018

Belgian Track Meeting, Americana (con Robbe Ghys)
Belgian Track Meeting, Omnium
Campionati belgi, Omnium
- 2019

Campionati belgi, Scratch
Campionati belgi, Omnium
Campionati belgi, Americana (con Moreno De Pauw)
- 2020

GP Brno, Americana (Brno, con Jules Hesters)
- 2021

Fenioux Piste, Scratch
Fenioux Piste, Americana (con Tuur Dens)
Fenioux Piste, Omnium
- 2022

Dudenhofen, Americana (con Gianluca Pollefliet)
Six Days Gent, Classifica finale (Gent, con Robbe Ghys)
- 2023

Campionati belgi, Scratch
Campionati belgi, Corsa a punti
Campionati belgi, Americana (con Robbe Ghys)
Campionati belgi, Omnium
Six Days Gent, Classifica finale (Gent, con Robbe Ghys)
- 2024

Coppa delle Nazioni 2023-2024, Americana (Milton, con Robbe Ghys)
GP Brno, Americana (Brno, con Jules Hesters)
GP Brno, Omnium (Brno)
Campionati mondiali, Omnium
London, Scratch

## Piazzamenti

### Classiche monumento
- Giro delle Fiandre

2021: ritirato
2022: 68º
2023: ritirato
- Parigi-Roubaix

2023: ritirato
- Liegi-Bastogne-Liegi

2020: ritirato

### Competizioni mondiali
- Campionati del mondo su pista

Invercargill 2012 - Scratch Junior: 14º
Glasgow 2013 - Velocità a squadre Junior: 9º
Glasgow 2013 - Omnium Junior: 11º
Glasgow 2013 - Americana Junior: 10º
Hong Kong 2017 - Inseguimento a squadre: 8º
Hong Kong 2017 - Omnium: 12º
Apeldoorn 2018 - Inseguimento a squadre: 12º
Apeldoorn 2018 - Omnium: 20º
Pruszków 2019 - Inseguimento a squadre: 9º
Pruszków 2019 - Omnium: 14º
Saint-Quentin-en-Yvelines 2022 - Americana: 3º
Glasgow 2023 - Americana: 4º
Ballerup 2024 - Omnium: vincitore
Ballerup 2024 - Americana: 2º
- Ciclismo ai Giochi olimpici

Parigi 2024 - Inseguimento a squadre: 8º
Parigi 2024 - Americana: 10º

### Competizioni europee
- Campionati europei su pista

Anadia 2012 - Corsa a punti Junior: 14º
Anadia 2012 - Americana Junior: 12º
Anadia 2013 - Inseguimento individuale Junior: 11º
Anadia 2013 - Omnium Junior: vincitore
Anadia 2013 - Americana Junior: 5º
Anadia 2014 - Inseguimento a squadre Under-23: 6º
Anadia 2014 - Scratch Under-23: 12º
Anadia 2014 - Americana Under-23: 10º
Atene 2015 - Inseguimento a squadre Under-23: 9º
Atene 2015 - Scratch Under-23: 5º
Atene 2015 - Americana Under-23: 17º
Montichiari 2016 - Inseguimento a squadre Under-23: 7º
Montichiari 2016 - Corsa a chilometro Under-23: 13º
Anadia 2017 - Inseguimento a squadre Under-23: 2º
Anadia 2017 - Americana Under-23: vincitore
Anadia 2017 - Omnium Under-23: 4º
Berlino 2017 - Inseguimento a squadre: 8º
Berlino 2017 - Omnium: 7º
Glasgow 2018 - Inseguimento a squadre: 7º
Glasgow 2018 - Scratch: 10º
Apeldoorn 2019 - Omnium: 8º
Grenchen 2021 - Scratch: 13º
Grenchen 2021 - Americana: 2º
Grenchen 2023 - Omnium: 7º
Apeldoorn 2024 - Inseguimento a squadre: 6º
Apeldoorn 2024 - Americana: 5º
Heusden-Zolder 2025 - Americana: 6º
Heusden-Zolder 2025 - Omnium: 4º